# Lakkasakoppa, Badami
Lakkasakoppa là một làng thuộc tehsil Badami, huyện Bagalkot, bang Karnataka, Ấn Độ.